# Rhipidura personata
El abanico de Kadavu (Rhipidura personata) es una especie de ave paseriforme de la familia Rhipiduridae endémica de Fiyi.

## Distribución y hábitat
Se encuentra en dos islas: Kadavu y Ono en el grupo de las islas Kadavu de Fiyi. Es un pariente cercano del abanico moteado (Rhipidura verreauxi) que habita en el resto de Fiyi, y forma una superespecie con las numerosas especies de abanicos de las islas que van desde las islas Salomón (el abanico pardo) hasta Samoa (el abanico samoano).
El abanico de Kadavu solo habita en bosques bajos húmedos tropicales, donde se alimenta cazando insectos al vuelo. A veces se une a bandadas mixtas para alimentarse junto a orugueros polinesios, cetias de Fiyi y anteojitos dorsigrises. La temporada de reproducción es octubre y noviembre.
Se encuentra amenazada por la pérdida de hábitat.